# 포괄적 필터
순서론에서 포괄적 필터(包括的filter, 영어: generic filter)는 모든 공시작 집합과 겹치는 필터이다. 이 개념은 강제법에 응용된다.

## 정의
원순서 집합 {\displaystyle (P,\lesssim )}가 주어졌을 때, 다음 조건을 만족시키는 필터 {\displaystyle F\subseteq P}를 {\displaystyle P}의 포괄적 필터(영어: generic filter)라 부른다.:202, Definition 14.1
- 모든 공시작 집합 {\displaystyle D\subseteq P}에 대하여, {\displaystyle D\cap F\neq \varnothing }

집합론에서는 공시작 집합을 ‘조밀 집합(dense set)’이라고 부르기도 한다.
위 정의를 일반화해서 {\displaystyle P} 속의 집합족 {\displaystyle {\mathcal {D}}\subseteq {\mathcal {P}}(P)}가 주어졌을 때, 다음 조건을 만족시키는 필터 {\displaystyle F\subseteq P}를 {\displaystyle {\mathcal {D}}}-포괄적 필터(영어: {\displaystyle {\mathcal {D}}}-generic filter)라고 부른다.
- 모든 {\displaystyle D\in {\mathcal {D}}}에 대하여, {\displaystyle D\cap F\neq \varnothing }

마찬가지로, 원순서 집합 {\displaystyle (P,\lesssim )}에 대해서 다음 조건을 만족시키는 순서 아이디얼 {\displaystyle I\subseteq P}를 포괄적 순서 아이디얼(영어: generic order ideal)이라 부른다.
- 모든 공종 집합 {\displaystyle D\subseteq P}에 대하여, {\displaystyle D\cap I\neq \varnothing }

마찬가지로 {\displaystyle {\mathcal {D}}}-포괄적 순서 아이디얼을 정의할 수 있다.

## 성질

### 라시오바-시코르스키 보조정리
ZFC를 가정하면 다음이 성립한다:
라시오바-시코르스키 보조정리
원순서 집합 {\displaystyle (P,\lesssim )}와 가산 개의 공시작 집합들로 이루어진 집합족 {\displaystyle {\mathcal {D}}\subseteq {\mathcal {P}}(P)}가 주어졌다고 하자. 그렇다면 {\displaystyle {\mathcal {D}}}-포괄적 필터 {\displaystyle F\subseteq P}가 존재한다.
또한, 임의의 원소 {\displaystyle x\in P}에 대해서 {\displaystyle x\in F}인 {\displaystyle {\mathcal {D}}}-포괄적 필터 {\displaystyle F\subseteq P}가 존재한다.

## 응용
흔히, 강제법에서는 집합론의 표준 추이적 모형 {\displaystyle \langle M,\in \rangle }을 다루는데, 이 경우 강제법 원순서 집합 {\displaystyle P} 속의, {\displaystyle M}의 원소인 공시작 집합들의 집합
{\displaystyle {\mathcal {D}}=\operatorname {Coinit} (P,\lesssim )\cap M}
에 대한 {\displaystyle {\mathcal {D}}}-포괄적 필터 또는 순서 아이디얼을 사용한다.:202, Chapter 14

## 역사
라시오바-시코르스키 보조정리는 1950년에 헬레나 라시오바와 로만 시코르스키가 증명하였다. 그들은 이를 이용해 괴델의 완전성 정리를 집합론적인 접근법으로 증명했다.